# Marco Padalino
Marco Padalino (Lugano, 8 dicembre 1983) è un dirigente sportivo ed ex calciatore svizzero, di ruolo centrocampista, direttore sportivo del Lugano.

## Caratteristiche tecniche
Centrocampista esterno destro, gioca preferibilmente come ala, distinguendosi per la facilità di corsa e l'abilità nel cross.

## Carriera

### Club
Inizia l'attività calcistica giovanissimo, entrando a 4 anni nella squadra allievi F2 del FC Rapid Lugano, quale tesserato più giovane sino a quel momento, e a 15 anni approda all'FC Lugano. A seguito del fallimento di quest'ultima, nel 2003 passa al Football Club Malcantone Agno; su segnalazione di Roberto Morinini, suo precedente allenatore, nel gennaio 2004 viene acquistato dal Catania, militante nel campionato di Serie B. Dopo una prima stagione di ambientamento, guadagna maggior spazio nel campionato 2004-2005.
Nel 2005 viene acquistato in comproprietà dal Piacenza, sempre in Serie B; sotto la guida di Giuseppe Iachini si segnala come uno dei migliori giocatori della squadra, vince il premio “Giuseppe Albertini”, conferito dall'Associazione Ticinese Giornalisti Sportivi e destinato ai migliori giovani calciatori della Svizzera italiana. Acquistato interamente dal Piacenza, rimane in forza agli emiliani fino al 2008, perdendo il posto da titolare sul finire dell'ultima stagione, dopo l'avvicendamento tra Gian Marco Remondina e Mario Somma.
Nell'estate 2008 si trasferisce per circa 2,5 milioni di euro alla Sampdoria. Inizialmente riserva di Marius Stankevičius, guadagna progressivamente spazio tra i titolari nella stagione 2008-2009, agli ordini di Walter Mazzarri; esordisce anche in Coppa UEFA, il 2 ottobre 2008 in occasione della partita Kaunas-Sampdoria (1-2), e il 14 dicembre 2008 segna il suo primo gol con la maglia blucerchiata e in Serie A, sul campo della Reggina. Riconfermato per la stagione 2009-2010, è impiegato con minore continuità dall'allenatore Luigi Delneri, che lo alterna con Franco Semioli.
A partire dalla stagione 2010-2011 finisce ai margini della rosa, anche a causa di diversi problemi fisici, tra cui un serio infortunio alla caviglia sul finire del 2010. Dopo la retrocessione del 2011 viene ripreso in considerazione da Gianluca Atzori e poi da Iachini nella stagione 2011-2012; nuovamente condizionato dagli infortuni, totalizza 13 presenze in campionato. Con il nuovo allenatore Ciro Ferrara finisce ai margini della rosa, non rientrando nei piani tecnici del tecnico blucerchiato, e il 7 settembre passa a titolo definitivo al L.R. Vicenza, in Serie B.
Il 18 agosto 2014 torna in Svizzera, viene acquistato dal Lugano. Fa il nuovo esordio con la squadra bianconera il 28 settembre 2014 giocando 87 minuti nella gara vinta 2-1 contro il Losanna.

### Nazionale
Il 5 novembre 2008 è stato convocato dal CT della nazionale svizzera Hitzfeld per disputare la partita amichevole Svizzera-Finlandia in programma il 19 novembre 2008 a San Gallo, ma non ha potuto rispondere alla convocazione a causa dell'infortunio occorsogli durante la partita del 16 novembre 2008 contro il Lecce.
L'11 febbraio 2009 fa il suo esordio in nazionale in occasione della partita amichevole fra Svizzera e Bulgaria terminata 1-1. Il 28 marzo 2009 esordisce in una partita ufficiale a Chișinău contro la Moldavia nelle qualificazioni al Mondiale 2010. Realizza il primo gol il 5 settembre 2009, in una gara contro la Grecia.
L'11 maggio 2010 il selezionatore svizzero Hitzfeld lo inserisce nella lista dei 23 convocati per Sudafrica 2010, insieme al compagno di squadra Ziegler, nei quali tuttavia non scende mai in campo. La convocazione di Padalino ha creato polemiche tra la stampa svizzera, che avrebbe preferito la convocazione di Valentin Stocker a quella del calciatore blucerchiato.

## Statistiche

### Presenze e reti nei club
| Stagione         | Squadra          | Campionato       | Campionato | Campionato | Coppe nazionali | Coppe nazionali | Coppe nazionali | Coppe continentali | Coppe continentali | Coppe continentali | Altre coppe | Altre coppe | Altre coppe | Totale | Totale |
| Stagione         | Squadra          | Comp             | Pres       | Reti       | Comp            | Pres            | Reti            | Comp               | Pres               | Reti               | Comp        | Pres        | Reti        | Pres   | Reti   |
| ---------------- | ---------------- | ---------------- | ---------- | ---------- | --------------- | --------------- | --------------- | ------------------ | ------------------ | ------------------ | ----------- | ----------- | ----------- | ------ | ------ |
| 2002-2003        | Lugano           | B                | 8          | 0          | CS              | ?               | ?               | CU                 | 1                  | 0                  | -           | -           | -           | 9      | 0      |
| 2003-gen. 2004   | Malcantone Agno  | CL               | 10         | 0          | CS              | ?               | ?               | -                  | -                  | -                  | -           | -           | -           | 10     | 0      |
| gen.-giu. 2004   | Catania          | B                | 4          | 1          | CI              | -               | -               | -                  | -                  | -                  | -           | -           | -           | 4      | 1      |
| 2004-2005        | Catania          | B                | 30         | 1          | CI              | 2               | 0               | -                  | -                  | -                  | -           | -           | -           | 32     | 1      |
| Totale Catania   | Totale Catania   | Totale Catania   | 34         | 2          |                 | 2               | 0               |                    |                    |                    |             | -           | -           | 36     | 2      |
| 2005-2006        | Piacenza         | B                | 33         | 2          | CI              | 2               | 0               | -                  | -                  | -                  | -           | -           | -           | 35     | 2      |
| 2006-2007        | Piacenza         | B                | 26         | 1          | CI              | 2               | 0               | -                  | -                  | -                  | -           | -           | -           | 28     | 1      |
| 2007-2008        | Piacenza         | B                | 24         | 2          | CI              | 2               | 0               | -                  | -                  | -                  | -           | -           | -           | 26     | 2      |
| Totale Piacenza  | Totale Piacenza  | Totale Piacenza  | 83         | 5          |                 | 6               | 0               |                    |                    |                    |             | -           | -           | 89     | 5      |
| 2008-2009        | Sampdoria        | A                | 31         | 1          | CI              | 3               | 0               | CU                 | 4                  | 0                  | -           | -           | -           | 38     | 1      |
| 2009-2010        | Sampdoria        | A                | 20         | 2          | CI              | 2               | 1               | -                  | -                  | -                  | -           | -           | -           | 22     | 3      |
| 2010-2011        | Sampdoria        | A                | 1          | 0          | CI              | 0               | 0               | UCL+UEL            | 0+1                | 0                  | -           | -           | -           | 2      | 0      |
| 2011-2012        | Sampdoria        | B                | 13         | 0          | CI              | 2               | 0               | -                  | -                  | -                  | -           | -           | -           | 15     | 0      |
| Totale Sampdoria | Totale Sampdoria | Totale Sampdoria | 65         | 3          |                 | 7               | 1               |                    | 5                  | 0                  |             | -           | -           | 77     | 4      |
| 2012-2013        | L.R. Vicenza     | B                | 30         | 0          | CI              | -               | -               | -                  | -                  | -                  | -           | -           | -           | 30     | 0      |
| 2013-2014        | L.R. Vicenza     | 1D               | 21+1       | 1          | CI+CI-LP        | 1+2             | 0               | -                  | -                  | -                  | -           | -           | -           | 25     | 1      |
| Totale Vicenza   | Totale Vicenza   | Totale Vicenza   | 51+1       | 1          |                 | 3               | 0               |                    | -                  | -                  |             | -           | -           | 55     | 1      |
| 2014-2015        | Lugano           | CL               | 15         | 0          | CS              | 1               | 0               | -                  | -                  | -                  | -           | -           | -           | 16     | 0      |
| 2015-2016        | Lugano           | SL               | 19         | 0          | CS              | 3               | 0               | -                  | -                  | -                  | -           | -           | -           | 22     | 0      |
| 2016-2017        | Lugano           | SL               | 14         | 0          | CS              | 3               | 0               | -                  | -                  | -                  | -           | -           | -           | 17     | 0      |
| 2017-2018        | Lugano           | SL               | 0          | 0          | CS              | 0               | 0               | UEL                | 1                  | 0                  | -           | -           | -           | 1      | 0      |
| Totale Lugano    | Totale Lugano    | Totale Lugano    | 56         | 0          |                 | 7               | 0               |                    | 2                  | -                  |             | -           | -           | 65     | 0      |
| Totale carriera  | Totale carriera  | Totale carriera  | 299+1      | 11         |                 | 25              | 1               |                    | 6                  | 0                  |             | -           | -           | 331    | 12     |

### Cronologia presenze e reti in nazionale
| Cronologia completa delle presenze e delle reti in nazionale ― Svizzera | Cronologia completa delle presenze e delle reti in nazionale ― Svizzera | Cronologia completa delle presenze e delle reti in nazionale ― Svizzera | Cronologia completa delle presenze e delle reti in nazionale ― Svizzera | Cronologia completa delle presenze e delle reti in nazionale ― Svizzera | Cronologia completa delle presenze e delle reti in nazionale ― Svizzera | Cronologia completa delle presenze e delle reti in nazionale ― Svizzera | Cronologia completa delle presenze e delle reti in nazionale ― Svizzera |
| Data                                                                    | Città                                                                   | In casa                                                                 | Risultato                                                               | Ospiti                                                                  | Competizione                                                            | Reti                                                                    | Note                                                                    |
| ----------------------------------------------------------------------- | ----------------------------------------------------------------------- | ----------------------------------------------------------------------- | ----------------------------------------------------------------------- | ----------------------------------------------------------------------- | ----------------------------------------------------------------------- | ----------------------------------------------------------------------- | ----------------------------------------------------------------------- |
| 11-2-2009                                                               | Basilea                                                                 | Svizzera                                                                | 1 – 1                                                                   | Bulgaria                                                                | Amichevole                                                              | -                                                                       |                                                                         |
| 28-3-2009                                                               | Chișinău                                                                | Moldavia                                                                | 0 – 2                                                                   | Svizzera                                                                | Qual. Mondiali 2010                                                     | -                                                                       | 79’                                                                     |
| 1-4-2009                                                                | Ginevra                                                                 | Svizzera                                                                | 2 – 0                                                                   | Moldavia                                                                | Qual. Mondiali 2010                                                     | -                                                                       | 87’                                                                     |
| 12-8-2009                                                               | Basilea                                                                 | Svizzera                                                                | 0 – 0                                                                   | Italia                                                                  | Amichevole                                                              | -                                                                       | 84’                                                                     |
| 5-9-2009                                                                | Basilea                                                                 | Svizzera                                                                | 2 – 0                                                                   | Grecia                                                                  | Qual. Mondiali 2010                                                     | 1                                                                       |                                                                         |
| 9-9-2009                                                                | Riga                                                                    | Lettonia                                                                | 2 – 2                                                                   | Svizzera                                                                | Qual. Mondiali 2010                                                     | -                                                                       | 76’                                                                     |
| 14-10-2009                                                              | Basilea                                                                 | Svizzera                                                                | 0 – 0                                                                   | Israele                                                                 | Qual. Mondiali 2010                                                     | -                                                                       | 27’                                                                     |
| 1-6-2010                                                                | Sion                                                                    | Svizzera                                                                | 0 – 1                                                                   | Costa Rica                                                              | Amichevole                                                              | -                                                                       | 64’                                                                     |
| 11-8-2010                                                               | Klagenfurt                                                              | Austria                                                                 | 0 – 1                                                                   | Svizzera                                                                | Amichevole                                                              | -                                                                       | 58’                                                                     |
| Totale                                                                  |                                                                         | Presenze                                                                | 9                                                                       |                                                                         | Reti                                                                    | 1                                                                       |                                                                         |

## Palmarès

### Club

#### Competizioni nazionali
- Challenge League: 1

Lugano: 2014-2015